# 仙台市泉文化創造センター
仙台市泉文化創造センター（せんだいしいずみぶんかそうぞうセンター）は、宮城県仙台市泉区にある複合文化施設である。通称「イズミティ21」（イズミティにじゅういち）。一般に、通称の方で呼ばれている。
命名権売却により、2017年（平成29年）4月1日から「仙台銀行ホール イズミティ21」（せんだいぎんこうホール イズミティにじゅういち）が優先的に用いられる愛称に認定された。

## 概要
仙台市内の固定席ホールの中で3番目に大きい1456席の大ホールを擁し、クラシック音楽やJ-POPのコンサート、オペラの上演、学校の合唱コンクールなどに利用されている。また、絵画展や書道展などが開かれる展示室などがあり、多岐に渡って活用される。

## 沿革
1987年（昭和62年）11月の開館当時は泉市の施設であり、泉市最大のホールであり、イズミティ21内に事務局を置く財団法人泉文化振興事業協会が運営をしていた。その後、1988年（昭和63年）3月1日に泉市が仙台市に編入合併されて仙台市の施設となり、1989年（平成元年）4月1日の政令指定都市移行で泉区の「区文化拠点施設」となった。
開館当初、泉中央地区は造成中であり、この施設の他には泉市役所くらいしか目立つ建物はなく、そのほかは造成地と棚田が広がっていた。また、1987年（昭和62年）7月15日に開業した仙台市営地下鉄南北線も七北田川の向こう岸の八乙女駅が北端の駅となっており、イズミティ21でコンサートが開かれる場合は、主催者が仙台市営バスや宮城交通に要請して八乙女駅などとの間に臨時バスを運行してもらっていた。
1992年（平成4年）7月15日に八乙女駅から泉中央駅まで地下鉄が延伸してからは、利便性の高い駅前のホールとしての地位を得た。同年、イズミティ21を運営してきた泉文化振興事業協会は公益財団法人仙台市市民文化事業団と統合され、イズミティ21は仙台市市民文化事業団の運営となる。2005年（平成17年）4月1日には泉中央駅北3出口およびエレベーターがイズミティ21の正面玄関近くの敷地内設置され、さらに利便性が上がった。仙台市の指定管理制度により、2009年（平成21年）4月1日から、仙台市市民文化事業団・東北共立・石井ビル管理グループが運営を行っている。なお2022年（令和4年）4月1日から2024年3月31日まで大規模改修工事のため休館となっている。

## 施設

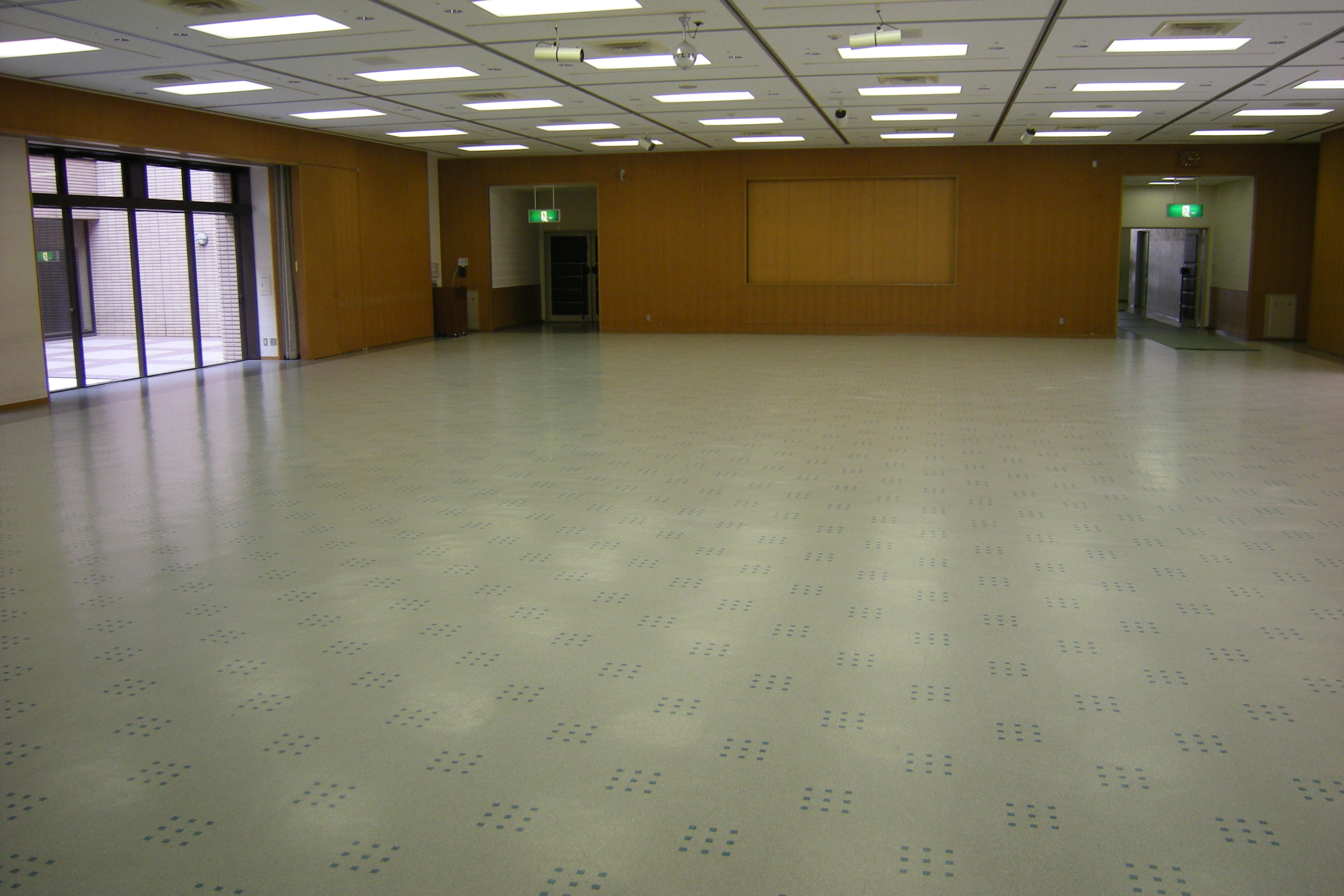
展示室全景

- 大ホール（1456席）
- 小ホール（408席）

- 展示室
- 会議室
- スタジオ
- 特別会議室
- 第1・第2練習室
- 和室

## 利用者数・決算
仙台市に提出された指定管理者評価シートに記載されているデータは以下の通り。
|          |                | 2005年度 （平成17年度） | 2006年度 （平成18年度） | 2007年度 （平成19年度） |
| -------- | -------------- | ----------------------- | ----------------------- | ----------------------- |
| 利用者数 | 利用者数       | 298,193人               | 309,823人               | 353,840人               |
| 市の支出 | 指定管理者費用 | 2億5136万円             | 2億2810万円             | 2億1856万円             |
| 市の支出 | その他         | 118万円                 | 4716万円                | 131万円                 |
| 市の収入 | 使用料         | 8487万円                | 8363万円                | 1億0089万円             |
| 市の収入 | その他         | 372万円                 | 321万円                 | 326万円                 |

## 周辺施設
- 泉区役所
- 泉中央公園
- 仙台市健康増進センター
- セルバ
- 七北田公園
- ユアテックスタジアム仙台　ほか